# Cooleyhighharmony
Cooleyhighharmony é o álbum de estréia do grupo Boyz II Men, lançado pela gravadora Motown, no dia 30 de Abril de 1991. No dia 16 de Novembro de 1993, uma reedição foi lançada. Este álbum está na lista dos 200 álbuns definitivos no Rock and Roll Hall of Fame.
| Críticas profissionais                                                      | Críticas profissionais     |
| Avaliações da crítica                                                       | Avaliações da crítica      |
| Fonte                                                                       | Avaliação                  |
| --------------------------------------------------------------------------- | -------------------------- |
| Allmusic                                                                    | [ 4 ]                      |
| Robert Christgau                                                            | (2-star Honorable Mention) |
| Esta tabela precisa de ser acompanhada por texto em prosa. Consulte o guia. |                            |

## Faixas
Edição padrão
1. "Please Don't Go" – 4:26
2. "Lonely Heart" – 3:42
3. "This Is My Heart" – 3:26
4. "Uhh Ahh" – 3:51
5. "It's So Hard to Say Goodbye to Yesterday" – 2:51
6. "Motownphilly" – 3:55
7. "Under Pressure" – 4:15
8. "Sympin'" – 4:25
9. "Little Things" – 4:04
10. "Your Love" – 5:50

Reedição de 1993
1. "Al Final del Camino (End of the Road)" [Spanish Version]
2. "Please Don't Go"
3. "Lonely Heart"
4. "This Is My Heart"
5. "Uhh Ahh" [Sequel Version]
6. "It's So Hard to Say Goodbye to Yesterday"
7. "In the Still of the Night (I'll Remember)"
8. "Motownphilly" [Remix Radio Edit]
9. "Under Pressure"
10. "Sympin'" [Remix Radio Edit]
11. "Little Things"
12. "Your Love"
13. "Motownphilly" [Original Version]
14. "Sympin'" [Original Version]
15. "Uhh Ahh" [Original Version]
16. "It's So Hard to Say Goodbye to Yesterday" [Radio Edit]
17. "End of the Road" [LP Version]